# Alaisiagae
Dans la culture romano-britannique et le polythéisme germanique, les Alaisiagae (qui signifie probablement «Celles qui répandent la Terreur» ou «Toutes-Victorieuses») étaient une paire de déesses celtiques et germaniques déifiant la victoire, connues individuellement sous deux sets de noms, l'un celtique (Boudihillia et Beda), l'autre germanique(Fimmilena et Friagabis). Elles sont aussi associées au culte impérial.
Les Alaisiagae étaient accompagnées de Mars Thingsus (Mars du Thing), un nom souvent utilisé pour désigner le dieu germanique Týr ou Tiwaz.

## Étymologie
Alaisiagae est dérivé du proto-celtique *Ad-lājsījā-agai qui signifie (dans l'illatif) «envoyer des peurs», vraisemblablement un synonyme de la notion de «Celles qui répandent la Terreur».
Boudihillia peut être dérivé du Proto-Celtique *Bōud-ī-hīlījā qui signifie «plénitude de la victoire». Beda est dérivé du lit proto-celtique * - signifiant «enterrement». 
Boudihillia et Friagabis pourraient aussi être liés, respectivement, au frison Bodthing ("convocations") et Fimelthing ("phrase", "sentence")Tiwaz.
.

## Syncrétisme
Les déesses appelées les Alaisiagae sont nommées sur des pierres d'autel du même fort sur le mur d'Hadrien comme étant parallèles à deux déesses germaniques: la déesse celtique Boudihillia est assimilé à la Fimmilena germanique et la déesse celtique Beda est assimilé à la Friagabis germanique. Ces déesses parallèles sont considérées comme germaniques non seulement en raison d'indices dans les inscriptions et les mercenaires germaniques postés sur le mur à l'époque, mais aussi parce qu'ils ont tous les deux un "f-" initial, un son qui ne s'est pas développé en celtique à cette période. De même, les deux déesses ne sont pas connues pour être romaines. Beda peut avoir été une abréviation pour Ricagambeda puisque les deux noms partagent une sémantique similaire. Boudihillia et Beda sont plus probablement des noms celtiques cependant.

## Inscriptions
Elles apparaissent sur trois inscriptions votives découvertes à Housesteads (Northumberland, Angleterre).

### Première inscription (RIB, 1576)
Une des inscriptions votives, découverte en 1920, (désignation: Housesteads (RIB, 1576)) à ces déesses se lit comme suit:
DEABVS ALAISIAGIS BAVDIHILLIE ET FRIAGABI ET N(umini) AVG(usti) N(umerus) HNAVDIFRIDI V(otum) S(olvit) L(ibens) M(erito)
Aux divinités Alaisiagae, Baudihillia et Friagabis, et à la puissance divine de l'Auguste, le numerus Hnaudifridus, s'est acquitté de son vœu de plein gré et à juste titre.
Ces déesses sont peut-être celles enregistrées sur deux inscriptions en grec enregistrées dans "L'Année Épigraphique" de 1973.

### Deuxième inscription (RIB, 1593)
La deuxième inscription (désignation: Housesteads (RIB, 1593)), découverte en 1883, se lit comme suit:
DEO MARTI THINCSO ET DVABVS ALAISAGIS BEDE ET FIMMILENE ET N AVG GERM CIVES TVIHANTI VSLM
Pour le dieu Mars Thincsus et les deux Alaisagae, Beda et Fimmilena, et l'esprit divin de l'empereur, les tribus germaines de Tuihantis accomplissent volontiers et à juste titre leur vœu.
Mars Thincsus est considéré comme le dieu de guerre germanique Týr qui était également lié à la prestation de serment et au thing, une sorte de rassemblement judiciaire. Le nom des soldats germaniques "Tuihantis" (désignant pour être plus précis des Frisons venant de la cité de Tuihantum) atteste également de cette connexion avec le dieu épée à une main Týr.

### Troisième inscription (RIB, 1594)
La troisième inscription (désignation: Housesteads (RIB, 1594)), découverte également en 1883, se lit comme suit:
DEO MARTI ET DVABVS ALAISIAGIS ET N(VMINI) AVG(VSTI) GER(MANI) CIVES TVIHANTI CVNEI FRISIORVM VER(COVICIANORVM) SE(VE)R(IANI) ALEXANDRIANI VOTVM SOLVERVNT LIBENT[ES] M(ERITO)
Au dieu Mars et aux deux Alaisiagae et à la Divinité de l'Empereur, les Germains étant des tribus de Twenthe du cunéus des Frisons de Vercovicium, style de Severus Alexander, accomplissent volontiers et à juste titre leur vœu 

## Centres de culte
Les Alaisiagae étaient des divinités celtiques et des divinités germaniques qui étaient vénérées en Grande-Bretagne romaine, des pierres d'autel élevées en leur honneur ayant été retrouvées au Royaume-Uni à Vercovicium (fort romain dans le Northumberland), au pied du mur d'Hadrien en Angleterre.
Un autre centre de culte se trouvait peut-être dans la ville de Bitburg, près de la frontière germano-belge, qui s'appelait «Beda Vicus», bien que le latin dérive du «Village de Beda» celtique.

### Cadre archéologique à Vercovicium
Les pierres d'autel des Alaisiagae ont été retrouvées dans le Temple de Mars à Vercovicium. Ce temple grossièrement circulaire a lui-même été trouvé au sommet d'une colline (Chapel Hill), un peu au sud du fort. Ses murs de pierre nues emplis d'un remplissage de terre et de moellons entouraient une superficie d'environ 17¼ pieds. Des restes de fondations indiquent que la superstructure était à colombages. 
Le temple fut construit au début du IIIe siècle sur les ruines d'un atelier rectangulaire dans le vicus qui avait été détruit pendant les incursions barbares de 196. Il contenait des autels dédiés par les commandants et les hommes des trois unités connues pour être postées à Vercovicium. Ces autels étaient dédiés au dieu Mars Thincsus, l'aspect romanisé d'un dieu teutonique, peut-être Týr, une occurrence commune parmi les unités auxiliaires romaines. Divers autels ont été trouvés sur ce site dédiés à Mars et/ou aux déesses celto-germaniques Alaisiagae nommées sur un autel comme Beda et Fimmilena, sur un autre comme Boudihillia et Friagabis.

## Sources

### Musées
- British Museum, Londres, Angleterre.
- Carlisle Museum, Cumbria, Angleterre.
- Lancaster museum, Lancaster, Angleterre.
- Musée des Antiquités de Newcastle, Newcastle upon Tyne, Angleterre.
- Penrith Museum, Penrith, Angleterre.
- Musée romain de Vercovicium Northumberland, Angleterre.
- York Castle Museum, York, Angleterre.